# Misericordia (marque)
 (novembre 2012).
Pour les articles homonymes, voir Misericordia.
Misericordia est une marque de mode péruvienne présente dans plus de 150 points de vente. Misericordia est un projet porté par Aurelyen, fondateur et designer des collections, qui allie création artistique et engagement social à Lima, au Pérou.

## Historique
L’histoire de Misericordia commence en 2003 lorsqu'Aurelyen, diplômé des Beaux-Arts, créateur de mode globe-trotteur, sillonne le monde à la rencontre de nouvelles cultures et d’inspirations artistiques. À la suite d’un coup de cœur pour le Pérou, il décide de s’installer au cœur de l’Amérique latine.
Dans les bidonvilles de Lima, la capitale du Pérou, aux côtés de son ami Mathieu Reumaux, Aurelyen rencontre une petite équipe de couturiers avec lesquels il montent  un projet local alliant création artistique et engagement social. Réunis autour de quelques machines à coudre rudimentaires, ils sont cinq à découper des bouts de tissus pour créer les premières vestes Misericordia, inspirées des uniformes des écoles péruviennes et confectionnées en polycoton, mélange de polyester et de coton.
De retour en France, Aurelyen présente la petite collection aux professionnels de la mode au salon Tranoï en septembre 2003. Des boutiques, parmi lesquelles colette ou Baycrews, sont séduites par le message fort et le style des vêtements.
Poussé par les décideurs de la mode et motivé par ses amis, Aurelyen commence à croire en la possibilité de créer une véritable marque de mode péruvienne. Il imagine alors une marque de prêt-à-porter créée par les péruviens, dont la devise sera « Trabajamos juntos con Manos, Espiritu y Corazón » : « nous travaillons ensemble avec nos mains, notre esprit et notre cœur ».
En 2003, l'atelier est créé. Depuis 2004, la ligne est commercialisée dans le monde entier.
En 2006, l'atelier Misericordia déménage pour devenir La Cabaña de Alta Costura Misericordia, où est produite l'intégralité des collections et inauguration de l’unité de broderie : les broderies Misericordia sont présentes notamment sur les vestes de sports et les polos. Ces créations peuvent posséder jusqu’à neuf couleurs différentes et nécessiter huit heures de travail de broderie en continu.
En 2007, l’atelier de tissage voit le jour : il dispose désormais de sept machines.
En 2008, Misericordia ouvre sa propre boutique en ligne, et crée une unité de sérigraphie.
En 2009, la première boutique Misericordia à Lima est inaugurée. la même année, est inauguré le module de fabrication en cuir afin de créer des accessoires, sacs, petite maroquinerie, et de développer un nouvel aspect des collections de la marque.

## Description
Misericordia dispose de deux antennes.
L’Atelier Mision Misericordia SAC (pôle de création, production et vente au détail) se situe à Lima au Pérou et le showroom français Mision Misericordia SARL (pôle commercial, marketing et communication) à Paris, depuis 2008.

### Atelier La Cabaña de Alta Costura
Deux ans après un premier atelier à Zapallal, en banlieue de Lima, Misericordia s’agrandit et se structure. L’atelier déménage en 2006, dans le district historique de Lince (en), au cœur de Lima. La Cabaña de Alta Costura Misericordia est un vaste laboratoire de création et de production. L’équipe de techniciens et d’artisans, gère de manière autonome la production de 25 000 pièces par an. De nouveaux modules de production sont constamment intégrés à l’atelier.

## Équipe
L'équipe Misericordia, ce sont des employés de nationalité péruvienne, résidant à Lima et en banlieue ; ils sont originaires d’horizons différents et de tous niveaux de qualification. Ils travaillent ensemble sous l'impulsion d'Aurelyen au sein de l’atelier, « La Cabaña de Alta Costura Misericordia ».
Les artisans assument toutes les étapes de réalisation des vêtements. La politique de formation permet à chacun de développer ses qualifications. Depuis la création de Misericordia, plus de 80 employés ont été formés au sein de l’atelier. Offrir des conditions de travail optimales à l’équipe et respecter le Droit du travail est une question essentielle. Les employés Misericordia travaillent 45h par semaine, réparties sur cinq jours, et perçoivent quinze mois de salaire. Ils bénéficient également d'une couverture sociale et de congés payés[réf. nécessaire]. Au-delà de la confection, les employés Misericordia sont aussi impliqués dans les différentes étapes d’élaboration d’une collection : ils assistent Aurelyen lors des shooting photos, et participent à la réalisation des films Misericordia. Toute l’équipe visualise ainsi l'aboutissement de son travail.

### Vision sociale
Le projet Misericordia est une action locale qui a pour vocation de s’étendre de manière globale et de façon durable. À l’origine, Misericordia a été pensé pour répondre aux besoins fondamentaux des habitants des bidonvilles en périphérie de Lima, grâce à un projet entrepreneurial dont les principes sont  basés sur l’apprentissage, l’autonomie, la création et la culture.L’ensemble du processus de production Misericordia se développe depuis 2003 dans le respect de l’homme, de l’environnement, des principes de commerce équitable, et la transmission de culture entre les continents,.

## Aurelyen
Aurelyen est né en Seine-Saint-Denis. Il y passe toute sa jeunesse avant de s'inscrire au lycée Paul-Bert dans le quartier du Montparnasse à Paris. Dans l'attente des cours du soir de théâtre où la troupe l'a invité, il traîne dans les cinémas du boulevard du Montparnasse. Le jeune français commence alors à dessiner sur les tables de lycée pendant des cours qui l'intéressent peu. L'Art entre peu à peu dans sa vie et il est rapidement conquis par ce moyen d'expression. Abandonnant des études scientifiques à peine entamées, il réussit le concours des Beaux Arts et passe ensuite cinq ans à parcourir les musées et expositions.
Dès sa sortie de l'école, il part à New York. Revenu à Paris, il travaille dans le monde de l'Art et de l'Architecture auprès d'artistes français[réf. souhaitée]. Il parcourt ensuite le monde pendant deux ans[réf. souhaitée]. La rencontre avec le Pérou en 2003, sera pour Aurelyen une véritable révélation. Dans les bidonvilles de Lima, il s'engage alors dans un projet : la création de la marque de mode Misericordia.
Depuis, Aurelyen partage sa vie entre le Pérou et la France. Il dessine l'intégralité des collections Misericordia et dirige une équipe dans l'entreprise de création et de confection qu'il a créé. Le créateur de Misericordia est aujourd'hui un styliste reconnu sur la scène internationale. Il voit son portrait publié dans la page mode du Herald Tribune, en 2006, et collabore régulièrement avec d'autres intervenants de la mode.

## Collaborations
L’équipe Misericordia collabore régulièrement avec de grands noms de la mode, de l’art et du design.

### Kris Van Assche
C'est en 2008 que Kris Van Assche et Aurelyen se rencontrent à Buenos Aires. Ils sympathisent et projettent une collaboration. Kris Van Assche, après avoir visité l'atelier Misericordia, s'engage dans ce duo, vrai gage de reconnaissance.
Depuis 2008, au sein de l’atelier, une ligne spéciale est confectionnée pour Kris Van Assche,,,, le styliste de Dior Homme, construite autour des dessins d’Aurelyen.
Cette collaboration a donné naissance à plus de vingt dessins et cinquante modèles inédits de basiques intégrés aux défilés des collections Kris Van Assche.

### Abici
Misericordia et Abici, le fabricant italien de vélos, se sont associés pour créer une gamme de vélos unique.
Cette collaboration a donné naissance à trois vélos faits main et déclinés en bleu et blanc, les couleurs de la maison Misericordia. Les modèles de vélos Misericordia x Abici sont : Le Corsa, vélo de course urbain - Le Velocino, la Draisienne revisitée - Le Fuga, le fixie.
Aurelyen a dessiné pour l'occasion une ligne exclusive de vestes, tee-shirts et polos. Cette ligne a été mise en vente dans des concept stores comme colette, Le Bon Marché, ou Le 66 Champs-Élysées.

### Waiting For The Sun
Les accessoires Waiting For The Sun, sont entièrement faits à la main dans des matériaux bruts ou naturels tels que le bois. La collaboration entre les deux designers a donné naissance à une paire de lunettes de soleil, créée pour l’Été 2012.
Aurelyen a imaginé un modèle unique. En bois, et bleu, l'une des couleurs emblématique de Misericordia. : « Ilumina mi destino » (« Illumine mon destin ») est gravé sur la paire.

### Matali Crasset
Matali Crasset et le Centre Georges-Pompidou ont imaginé avec Misericordia une ligne de tee-shirts dans le cadre de l'exposition le Blobterre de matali.
Cette collaboration placée sous le signe de l'art et du design contemporain donne naissance à trois modèles.

### Lutz
Lutz, créateur allemand qui travaille et vit à Paris, a été le premier styliste à revisiter la veste de sport Misericordia.
Durant deux ans, Aurelyen et le styliste ont échangé et travaillé ensemble entre Paris et Lima pour développer une version inédite du modèle, en la transformant en un blouson de moto.

### Bernard Willhelm
Bernard Willhelm, créateur allemand, et Misericordia se sont associés en 2006 pour un projet alliant mode et solidarité.
À cet effet, le designer a imaginé, pour les professeurs et les élèves, un uniforme rouge accompagné d'un sweat-shirt en jersey, rehaussé d'une paire d'oreilles de lapin pour les plus petits.

### Stephan Schneider
En 2004, le créateur allemand Stephan Schneider propose à Aurelyen, de s'inviter dans la collection, le temps d'une saison, en revisitant une pièce à sa façon.
Il a imaginé un top féminin, reprenant les couleurs emblématiques de Misericordia : le bleu marine, le bleu ciel et le blanc, réalisé grâce à un travail minutieux de rayures, de drapé et de sérigraphie.

## Ventes
Misericordia bénéficie d’un réseau de 150 revendeurs dans 15 pays, dont les principaux sont la France, l’Allemagne et le Japon.
Les collections sont en vente dans divers lieux comme colette, Le Bon Marché, Le 66 Champs Élysées, Harvey Nichols, Isetan…
En 2008, la marque ouvre sa première boutique en ligne. Des expositions ont été organisées dans des concept stores. Misericordia ouvre parfois des corners, comme aux Galeries Lafayette à Berlin, En Selle Marcel à Paris. Depuis 2009, Misericordia possède sa propre boutique à Lima.

### Marketing et communication
Les campagnes de visuels et films Misericordia sont réalisées intégralement par Aurelyen, au Pérou. La marque participe deux fois par an à des salons de mode internationaux, tel que le Who’s Next et Man à Paris, le Seek à Berlin, ou encore le Man à New York. Elle a aussi participé à des salons dans d'autres pays d'Europe. Misericordia réalise ses campagnes de mode avec les plus grands mannequins péruviens.
Depuis sa création, Misericordia a bénéficié de plusieurs parutions presse dans des magazines[réf. nécessaire], tels que Elle, Vogue, GQ…